# Adelaide Lambert
Adelaide T. Lambert (Ancón, 27 ottobre 1907 – Bremerton, 17 aprile 1996) è stata una nuotatrice statunitense.
Specializzata nello stile libero ha vinto la medaglia d'oro nella staffetta 4 × 100 m sl alle olimpiadi di Amsterdam 1928.
È stata primatista mondiale della staffetta 4 × 100 m sl.

## Palmarès
- Olimpiadi

Amsterdam 1928: oro nella staffetta 4 × 100 m sl.